# فروده اولسن
فروده اولسن (بالنرويجية البوكمول: Frode Olsen)‏ (12 أكتوبر 1967 بستافانغر في النرويج - ) هو لاعب كرة قدم نرويجي في مركز حراسة المرمى، شارك في بطولة أمم أوروبا 2000. وشارك مع منتخب النرويج لكرة القدم. أما مع النوادي، فقد لعب مع نادي إشبيلية ونادي روسنبورغ ونادي ستابك ونادي ستارت ونادي سترومسغودست ونادي فيكينغ.

## وصلات خارجية
- فروده اولسن على موقع IMDb (الإنجليزية)

- فروده اولسن على موقع الاتحاد الدولي (مؤرشف)  (الإنجليزية)
- فروده اولسن على موقع اتحاد النرويج (النرويجية)
- فروده اولسن على موقع قاعدة بيانات كرة القدم.إي يو (الإنجليزية)
- فروده اولسن على موقع ناشيونال فوتبول تيمز (الإنجليزية)